# Südpack
Die Südpack Beteiligungen SE & Co. KG ist die Konzernobergesellschaft der Südpack-Gruppe (Eigenschreibweise: SÜDPACK), einem Hersteller von koextrudierten Weich- und Hartfolien, Verbundfolien und Verpackungsmaterialien mit Sitz in Ochsenhausen. Die Geschäftsanteile befinden sich vollständig im Besitz der Familie Remmele.

## Geschichte
Das Familienunternehmen Südpack wurde 1964 durch Alfred Remmele gegründet. In den 1960er Jahren entwickelte das Unternehmen Folienbeutel, die einen kontrollierten Gasaustausch ermöglichen.
Ende der 1970er Jahre eröffnete Südpack seine ersten Auslandsniederlassungen in Großbritannien und der Schweiz. 1988 wurde das Tochterunternehmen Ecoform in Erlenmoos gegründet und im Jahr darauf erfolgte im französischen Coulmer die Übernahme der CDP Laboratories. 2002 übernahm Südpack die Firma Piciotti SA im schweizerischen Bioggio, ein Jahr später wurden die CDP Laboratories in Südpack Medica umbenannt.

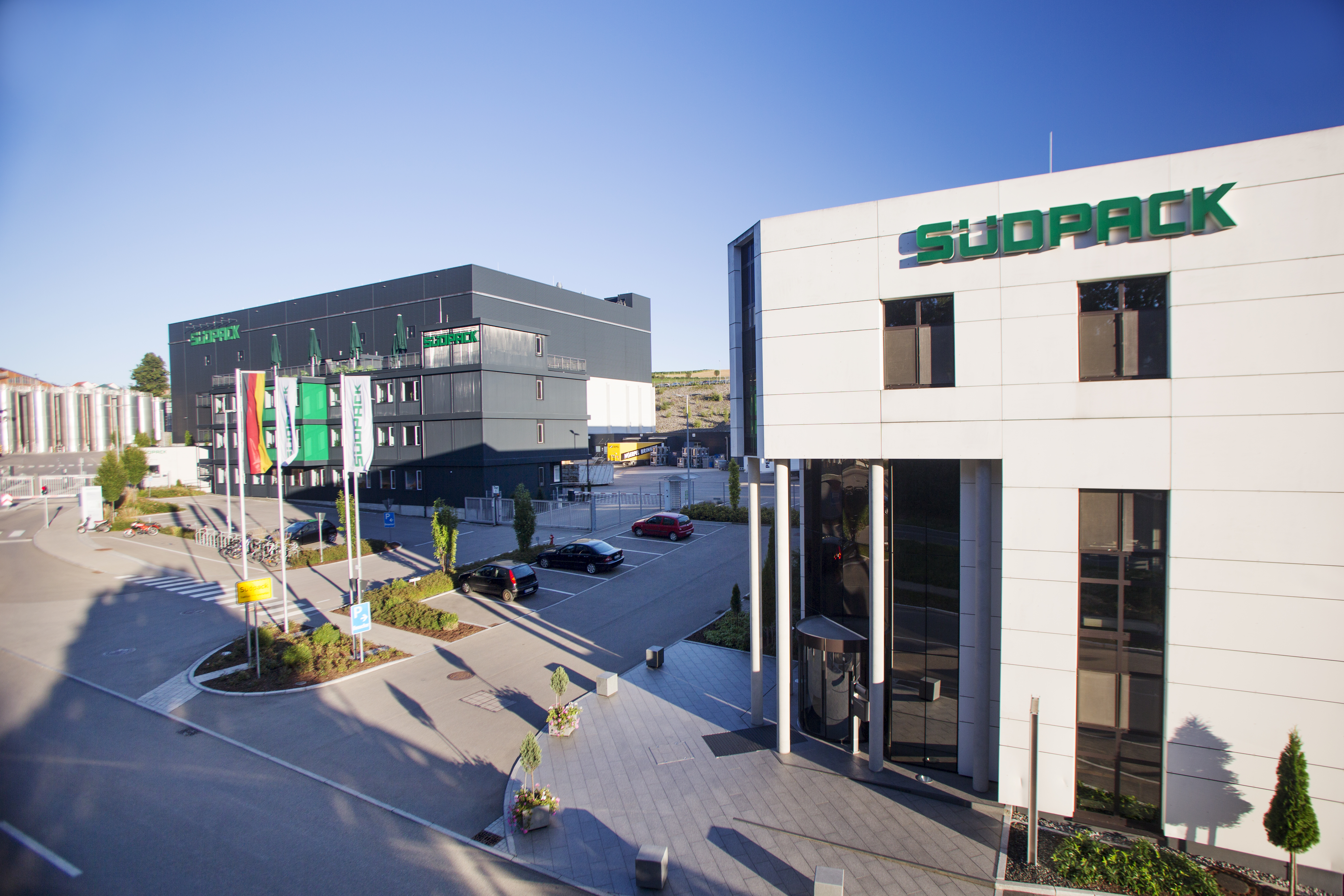
Südpack Stammwerk Ochsenhausen

Das im polnischen Kłobuck ansässige Unternehmen Bahpol wurde 2015 von Südpack übernommen. 2017 erwarb Südpack die US-amerikanische Verpackungsfirma Seville Flexpack Corporation in Oak Creek. Im selben Jahr eröffnete die Firma ein Werk in Schwendi.
Ab 2018 erfolgte der Bau eines neuen Produktionswerks in Erolzheim, das 2020 eingeweiht wurde. Ebenfalls 2020 begann Südpack eine Kooperation mit dem im indischen Ahmedabad ansässigen Unternehmen Kamakshi Flexiprints. Die Kooperationsvereinbarung beinhaltete den Neubau einer Produktionsstätte in der Nähe von Ahmedabad. Im Jahr 2021 übernahm Südpack den Folienhersteller LPF Flexible Packaging im niederländischen Grootegast.

## Unternehmensstruktur
Das Unternehmen unterhält Produktionsstandorte in Deutschland, Frankreich, den Niederlanden, Schweiz, Polen, Indien (bis 2025) sowie den USA und vertreibt seine Produkte in über 70 Ländern. Die Tochtergesellschaft Ecoform in Erlenmoos fertigt Hart- und Weichfolien. Während das Tochterunternehmen Südpack Medica im schweizerischen Baar schwerpunktmäßig kunststoffbasierte, medizinische Sterilgutverpackungen in Reinraumqualität vertreibt, unterhält Südpack an der Niederlassung im schweizerischen Bioggio ein Zentrum für Tiefdruck und stellt mehrschichtige Folien für Lebensmittelverpackungen, Non-Food-Verpackungen sowie technische Folien her. Der Standort im polnischen Klobuck ist in der Veredelung von Verpackungen und im Bereich Flexodruck tätig und im US-amerikanischen Oak Creek werden Folien gedruckt und veredelt. Im niederländischen Grootegast produziert Südpack Hochbarriere-Folien für sensible Produkte, während im indischen Ahmedabad die Firma Kamakshi Flexiprints bis 2025 in Kooperation mit Südpack flexible Verpackungsmaterialien herstellte.

## Produkte und Märkte
Südpack ist ein Hersteller im Bereich Hochleistungsfolien und Verpackungsmaterialien für die Lebensmittel-, Non-Food- und Medizingüterindustrie. Schwerpunktmäßig ist Südpack in der Koextrusion von Hart- und Weichfolien und dem Bedrucken und Kaschieren zu Verbundfolien tätig. Die Hauptmärkte des Unternehmens sind Hersteller von Fleisch, Wurst, Käse, Fisch und frischen Teigwaren. Das Unternehmen ist ausschließlich im B2B-Bereich tätig.

## Nachhaltigkeit
Südpack entwickelt materialeffiziente und recyclingfähige Verpackungsfolien. Das Unternehmen betreibt eine Kreislaufwirtschaft und greift dafür neben dem mechanischen Recycling auch auf das chemische Recycling zurück, bei dem aus unterschiedlichen Kunststofffraktionen ein einziger Rohstoff für die Herstellung von Kunststoff generiert wird. Südpack kooperiert bei dieser Methode der Rohstoffrückgewinnung mit der Carboliq GmbH. Anfang 2024 wurde die 31 %-Beteiligung an der Carboliq GmbH zu einer Mehrheitsbeteiligung ausgebaut.
In dem Werk in Schwendi verarbeitet die Firma in Recyclinganlagen Produktionsreste von Folien durch mechanisches Recycling (Regranulierung) zu Granulat für die Wiederverwendung.

## Auszeichnungen
- 2021: Deutscher Verpackungspreis in der Kategorie „Wirtschaftlichkeit“[16]